# Вольф-Феррари, Эрманно
Эрманно Вольф-Феррари (итал. Ermanno Wolf-Ferrari; 12 января 1876, Венеция — 21 января 1948, там же) — итало-немецкий композитор, известный в основном благодаря своим комическим операм.

## Биография
Герман Фридрих Вольф родился в итальянско-немецкой семье. Его отцом был немецкий художник Август Вольф, а матерью — итальянка Эмилия Феррари. Несмотря на то, что его обучали музыке с раннего детства, Эрманно в юности хотел стать художником, как его отец (и младший брат Теодоро). Он усердно изучал живопись в Венеции, а затем отец отослал его для продолжения образования сначала в Рим, а потом в Мюнхен. Здесь Вольф серьёзно заинтересовался музыкой и поступил в Мюнхенскую консерваторию, где посещал занятия по контрапункту и композиции у Йозефа Райнбергера. Постепенно занятия музыкой вытеснили живопись, и Вольф стал музыкантом.
В 19-летнем возрасте Вольф оставил консерваторию и возвратился в Венецию. В 1890-е годы он стал хоровым дирижёром, женился, у него родился ребёнок. В этот период Вольф встречался и общался c Арриго Бойто и Джузеппе Верди, а также написал свои первые произведения.
Смешанное происхождение Вольфа позволяло ему равно воспринимать и немецкую, и итальянскую культуру. В 1895 году он прибавил к своей немецкой фамилии девичью фамилию матери — Феррари и итальянизировал немецкое имя Герман в Эрманно, подчеркивая свою принадлежность и к немецкой, и к итальянской нации.
Через несколько лет в 1900 году Вольф-Феррари дебютировал со своей первой оперой «Золушка» в Венеции. Когда опера провалилась в Италии, молодой композитор повез её в Германию. Немецкая публика Бремена оказалась более благосклонна к этому произведению, и «Золушка» стала очень популярна в Германии. Кантата «Новая жизнь» (1902) принесла композитору мировую славу. В 1902—1909 годах Вольф-Феррари был профессором композиции и директором Венецианской консерватории имени Бенедетто Марчелло. Затем в течение ряда лет преподавал в Германии.
Вольф-Феррари нашёл замечательный источник для своего творчества. Основой либретто многих его опер стали комедии итальянского драматурга XVIII века Карло Гольдони. Каждое новое произведение композитора с восторгом встречалось публикой. Это «Любопытные женщины» (1903), «Четыре самодура» (1906), «Секрет Сусанны» (1909), «Ожерелье Мадонны» (1911), «Любовь-целительница» (1913). Вольф-Феррари своеобразно передает атмосферу XVII—XVIII веков, время действия почти всех его оперных произведений. По стилю они близки к операм Пуччини последнего периода его творчества. До начала первой мировой войны оперы Вольфа-Феррари были в числе наиболее ставящихся на сценах мира.

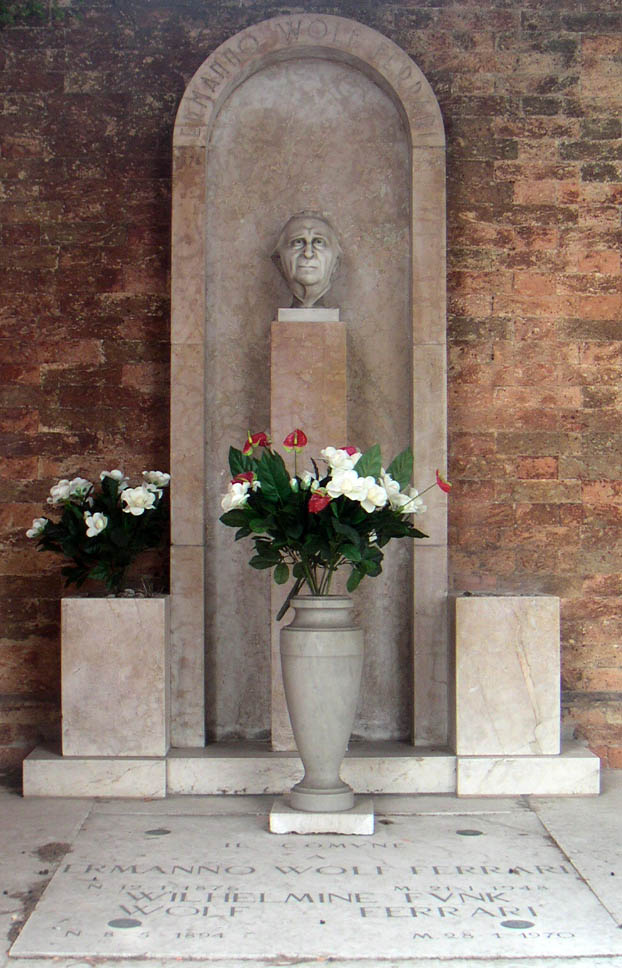

Первая мировая война стала началом заката для композитора. Привыкший делить время между Венецией и Мюнхеном, между Италией и Германией, Вольф-Феррари обнаружил свои любимые страны во враждебных лагерях. Он переехал в Цюрих, но в этот период практически не писал новых произведений. Незадолго до окончания войны Вольф вернулся в Мюнхен и возобновил работу. Однако в произведениях послевоенного периода появляется меланхолия и мрачность, в них нет уже той искрящейся комедийной веселости, которая характеризовала лучший период Вольфа-Феррари.
В 1920—30-е годы Вольф-Феррари создает несколько новых произведений в духе своего раннего творчества, но былой популярности ему достичь не удаётся, хотя опера «Перекрёсток» (1936) выдержала в Германии около 100 представлений и считалась в Третьем Рейхе одним из успешных оперных сочинений. В 1939 году он стал профессором в Моцартеуме в Зальцбурге. Там он провёл трудные годы Второй мировой войны. В 1945 году Вольф снова переехал в Цюрих, откуда в 1946 году возвратился в Венецию, где и умер в возрасте 72 лет. Похоронен на острове Сан-Микеле.

## Музыка
Основу творчества Вольфа-Феррари составляют его 15 опер. Кроме них он написал ряд инструментальных произведений, в основном в начале и в конце своего творчества.
Оперы композитора практически являются последними образцами комической оперы. Вольф-Феррари соединял традиции оперы-буффа XVIII века с достижениями итальянского веризма. В середине и второй половине XX века оперы Вольфа-Феррари практически не исполнялись. Интерес к ним возрождается на рубеже XX—XXI веков.

## Произведения

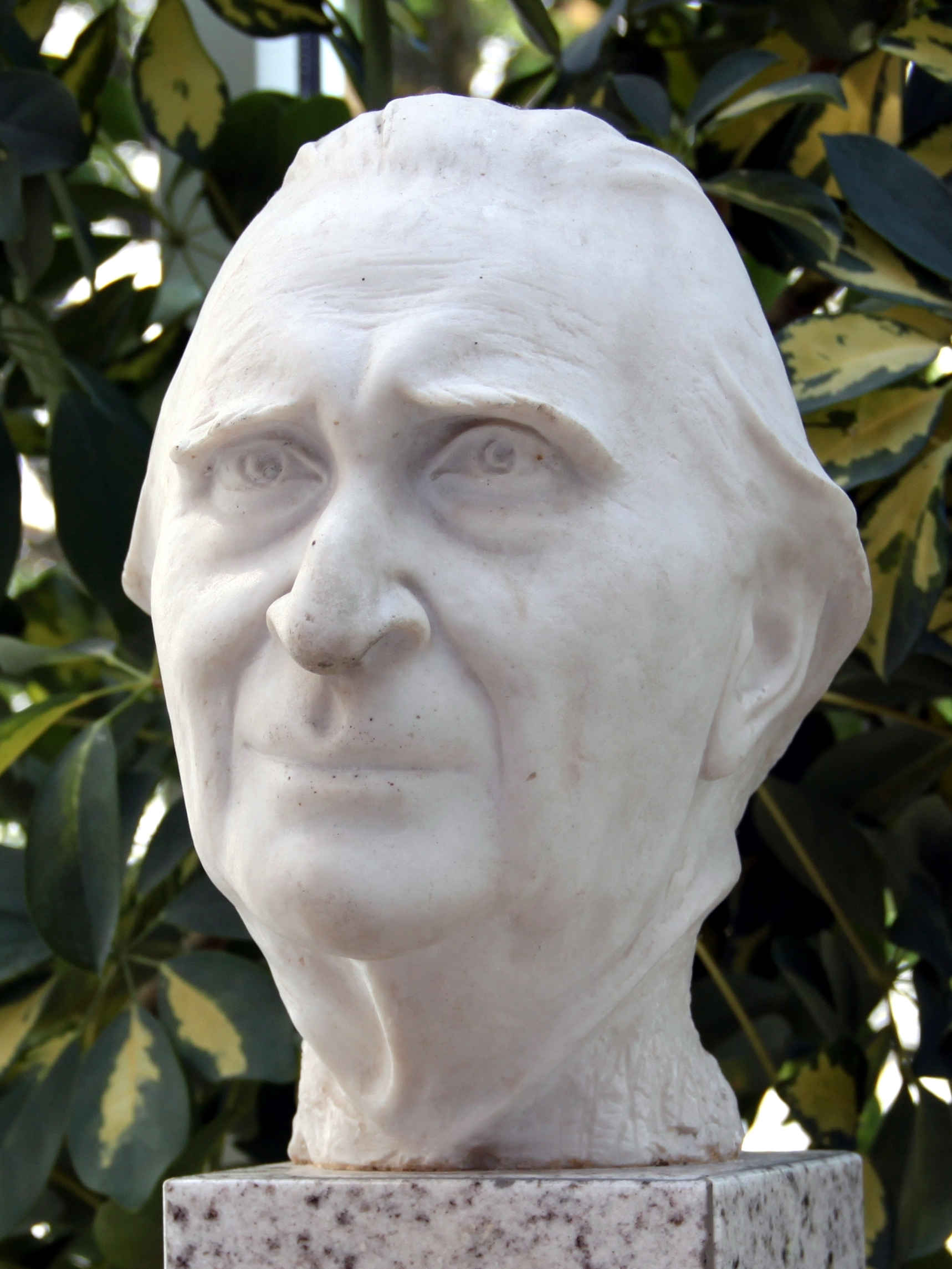

### Оперы
- Ирена (Irene, 1895-96, не ставилась),
- Камарго (La Camargo, 1897, не окончена),
- Золушка (Cenerentola, 1900, Венеция),
- Любопытные женщины (Le donne curiose, 1903, Мюнхен, по пьесе Гольдони),
- Четыре самодура (I quuatro rusteghi, 1906, там же, по пьесе Гольдони),
- Секрет Сюзанны (II segreto di Susanna, 1909, там же),
- Ожерелье Мадонны (I gioielli della Madonna, 1911, Берлин),
- Любовь-целительница (L’amore medico, 1913, Дрезден, на сюжет пьесы Мольера),
- Обрученные любовники (Gli amanti sposi, 1916; постановка в 1925, Венеция, по пьесе Гольдони),
- Небесное платье (La veste di cielo, 1925; постановка в 1927, Мюнхен, по сказке Перро),
- Хитрец, или Легенда о том, как спящий проснулся (Sly, ovvero La leggenda del dormiente risvegliato, 1927, Милан),
- Хитрая вдова (La vedova scaltra, 1931, Рим, по пьесе Гольдони),
- Перекрёсток (II campiello, 1936, Милан, по пьесе Гольдони),
- Глупая девица (La dama boba, 1939, Майнц),
- Фиванская кукушка (Der Kuckuck in Theben, 1943, Ганновер).

### Произведения для оркестра
- Серенада для струнного оркестра (1893).
- Идиллическое концертино для гобоя, струнного оркестра и двух валторн (1933).
- Сюита-концертино для фагота, струнного оркестра и двух валторн (1933).
- Венецианская сюита (1936).
- Триптих (1936).
- Дивертисмент (1937).
- Арабеска (1940).
- Концерт для скрипки с оркестром (1946).
- Короткая симфония (1947).
- Концерт для виолончели с оркестром (1947).
- Концертино для английского рожка, струнного оркестра и двух валторн (1947).
- Гимн Венеции (1948, оркестровка не завершена).

### Камерные произведения
- Струнный квинтет (1894).
- Соната для скрипки № 1 (1895).
- Фортепианное трио № 1 (1898).
- Фортепианный квинтет (1900).
- Фортепианное трио № 2 (1900).
- Камерная симфония (1901).
- Соната для скрипки № 2 (1901).
- Струнный квартет (1940).
- Струнный квинтет (1942).
- Соната для двух скрипок и фортепиано (1943).
- Соната для скрипки № 3 (1943).
- Соната для виолончели (1945).
- Струнное трио (1945).
- Дуэт для виолы д’амур и скрипки (виолончели) (1946).
- Интродукция и балет для скрипки и виолончели (1946).

### Произведения для фортепиано
- 6 пьес (1898).
- 3 экспромта (1904).
- 3 пьесы (1905).

### Хоровые произведения
- 8 хоров (1898).
- Оратория «Суламифь» (La sulamite, 1898).
- Оратория «Дочь Иаира» (Talitha Kumi, 1900).
- Оратория «Новая жизнь» (La nuova vita, 1902, по Данте).
- Страсти (La passione, 1939).

### Песни
- 4 романса (1902).
- 4 песни (1902).
- Канцоньеро (1936).